# Ishak Ali Moussa
Ishak Ali Moussa (ur. 27 grudnia 1970 w Attatbie) – piłkarz algierski grający na pozycji napastnika.

## Kariera klubowa
Swoją karierę piłkarską Moussa rozpoczął w klubie IRB Hadjout. Zadebiutował w nim w 1990 roku i grał w nim do 1992 roku. Następnie przeszedł do CR Belouizdad. Wraz z nim dwukrotnie wywalczył mistrzostwo Algierii w sezonach 1999/2000 i 2000/2001. Zdobył też Puchar Algierii w sezonie 1994/1995, Superpuchar Algierii w 1995 roku i Puchar Ligi Algierskiej w 2000 roku. W latach 2004–2008 grał w OMR El Annasser, a w latach 2008-2012 w WR Bentalha.

## Kariera reprezentacyjna
W reprezentacji Algierii Moussa zadebiutował w 1997 roku. W 1998 roku został powołany do kadry na Puchar Narodów Afryki 1998. Wystąpił na nim w dwóch meczach: z Gwineą (0:1) i z Kamerunem (1:2). W kadrze narodowej od 1997 do 1998 roku rozegrał 11 spotkań i zdobył 1 bramkę.